# Toby Keith

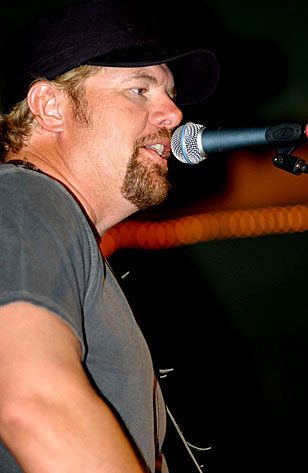
Toby Keith.

Toby Keith (Clinton, Oklahoma; 8 de julio de 1961-Moore, Oklahoma; 5 de febrero de 2024) fue un cantante de música country estadounidense. Cinco discos suyos han alcanzado el número uno en la lista de mejores discos de música country en Billboard, y quince sencillos han conseguido el número uno en la lista de mejores canciones del Billboard. En 2006 fue el protagonista de la película Broken Bridges.

## Biografía
Toby Keith Covel nació el 8 de julio de 1961 en Clinton, un pequeño pueblo en la antigua Ruta 66 en Oklahoma.
Cantó frecuentemente con Willie Nelson, Alan Jackson, entre otros. Muy patriótico, actúa a menudo para las tropas estadounidenses desplegadas en todo el mundo y, en cada uno de sus clips, encontramos una bandera estadounidense, en particular en American Soldier. Tocó varias de sus canciones en la ceremonia de juramento de la presidencia de Donald Trump en 2017.
Toby Keith Covel murió en Moore, Oklahoma, el 5 de febrero de 2024, a la edad de 62 años.

## Controversias
En Estados Unidos es famoso fuera del círculo country por la controversia causada por una canción compuesta a finales de 2001, «Courtesy of the Red, White, & Blue (The Angry American)», que trata del patriotismo de su padre y su fe en EE. UU., y cuya letra refleja haber sido escrita pocos meses después de los ataques del 11 de septiembre de 2001. Recién compuesta, Keith se negaba a publicarla y sólo la cantaba en conciertos a soldados. Una petición del máximo responsable de los Marines norteamericanos le hizo cambiar de idea. Más tarde, la cadena de televisión ABC intentó que Keith relajara la letra para un especial televisivo, a lo que él se negó. Finalmente, la cantante del grupo country Dixie Chicks acusó a la canción de ser ignorante, y asociar la música country con la ignorancia.  Esto causó que la población estadounidense se enfurecieran con ellas.

## Discografía

### Álbumes de estudio
- Toby Keith (1993)
- Boomtown (1994)
- Blue Moon (1996)
- Dream Walkin' (1997)
- How Do You Like Me Now?! (1999)
- Pull My Chain (2001)
- Unleashed (2002)
- Shock'n Y'all (2003)
- Honkytonk University (2005)
- White Trash with Money (2006)
- Big Dog Daddy (2007)
- That Don't Make Me a Bad Guy (2008)
- American Ride (2009)
- Bullets in the Gun (2010)
- Clancy's Tavern (2011)
- Hope on the Rocks (2012)
- Drinks After Work (2013)

### Álbumes recopilatorios
- Greatest Hits Volume One (1998)
- 20th Century Masters: The Millennium Collection (2003)
- Greatest Hits 2 (2004)
- 35 Biggest Hits (2008)

### Álbumes navideños
- Christmas to Christmas (1995)
- A Classic Christmas (2007)

### Sencillos números uno
- "Should've Been a Cowboy"
- "Who's That Man"
- "Me Too"
- "How Do You Like Me Now?!"
- "You Shouldn't Kiss Me Like This"
- "I'm Just Talkin' About Tonight"
- "I Wanna Talk About Me"
- "My List"
- "Courtesy of the Red, White, & Blue (The Angry American)"
- "Who's Your Daddy?"
- "Beer for My Horses" (dueto con Willie Nelson)
- "I Love This Bar"
- "American Soldier"
- "Whiskey Girl"
- "As Good as I Once Was"
- "Love Me If You Can"
- "She Never Cried in Front of Me"
- "God Love Her"
- "American Ride"
- "Made in America"